# Xa lộ Liên tiểu bang 66
Xa lộ Liên tiểu bang 66 (tiếng Anh: Interstate 66 hay viết tắt là I-66) là một xa lộ liên tiểu bang tại Đông Hoa Kỳ. Như được biểu thị bằng số chẳn (xa lộ đông-tây), xa lộ này chạy theo hướng đông–tây. Điểm đầu phía tây của nó nằm trong thành phố Middletown, Virginia ở một nút giao thông khác mức với Xa lộ Liên tiểu bang 81; điểm đầu phía đông của nó nằm trong thành phố Washington, D.C. ở một nút giao thông lập thể với Quốc lộ Hoa Kỳ 29. Xa lộ Liên tiểu bang 66 không có mối quan hệ lịch sử hay vật thể nào đối với Quốc lộ Hoa Kỳ 66.
Xa lộ cao tốc Phố E là một xa lộ nhánh ngắn xuất phát từ Xa lộ Liên tiểu bang 66 đi vào khu dân cư Foggy Bottom của thành phố Washington, D.C.

## Mô tả xa lộ

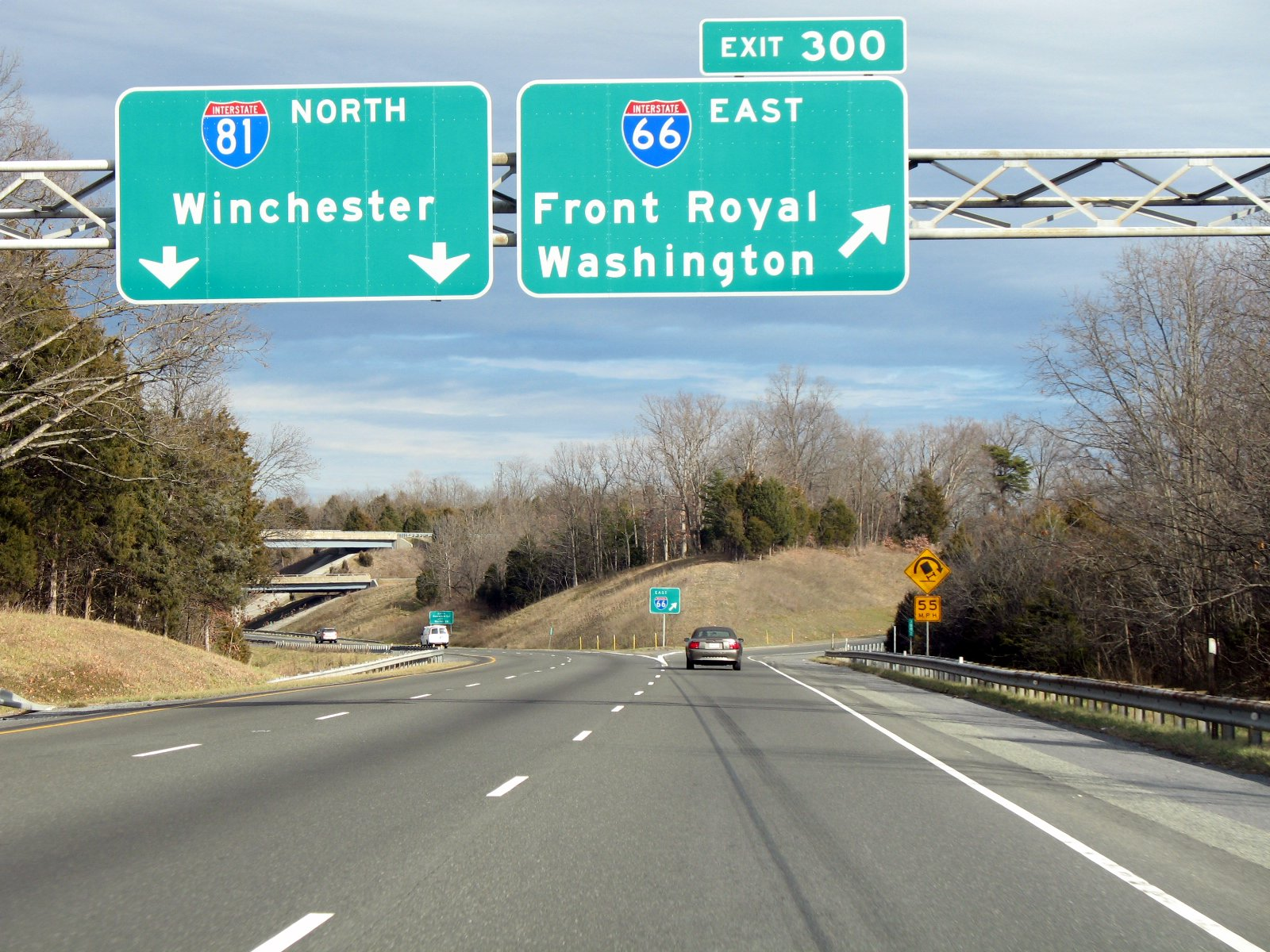
Điểm đầu phía tây của I-66, nơi nó tách ra từ I-81

|         | dặm | km  |
| ------- | --- | --- |
| VA      | 75  | 121 |
| DC      | 2   | 3   |
| Tổng số | 77  | 124 |

### Virginia
.

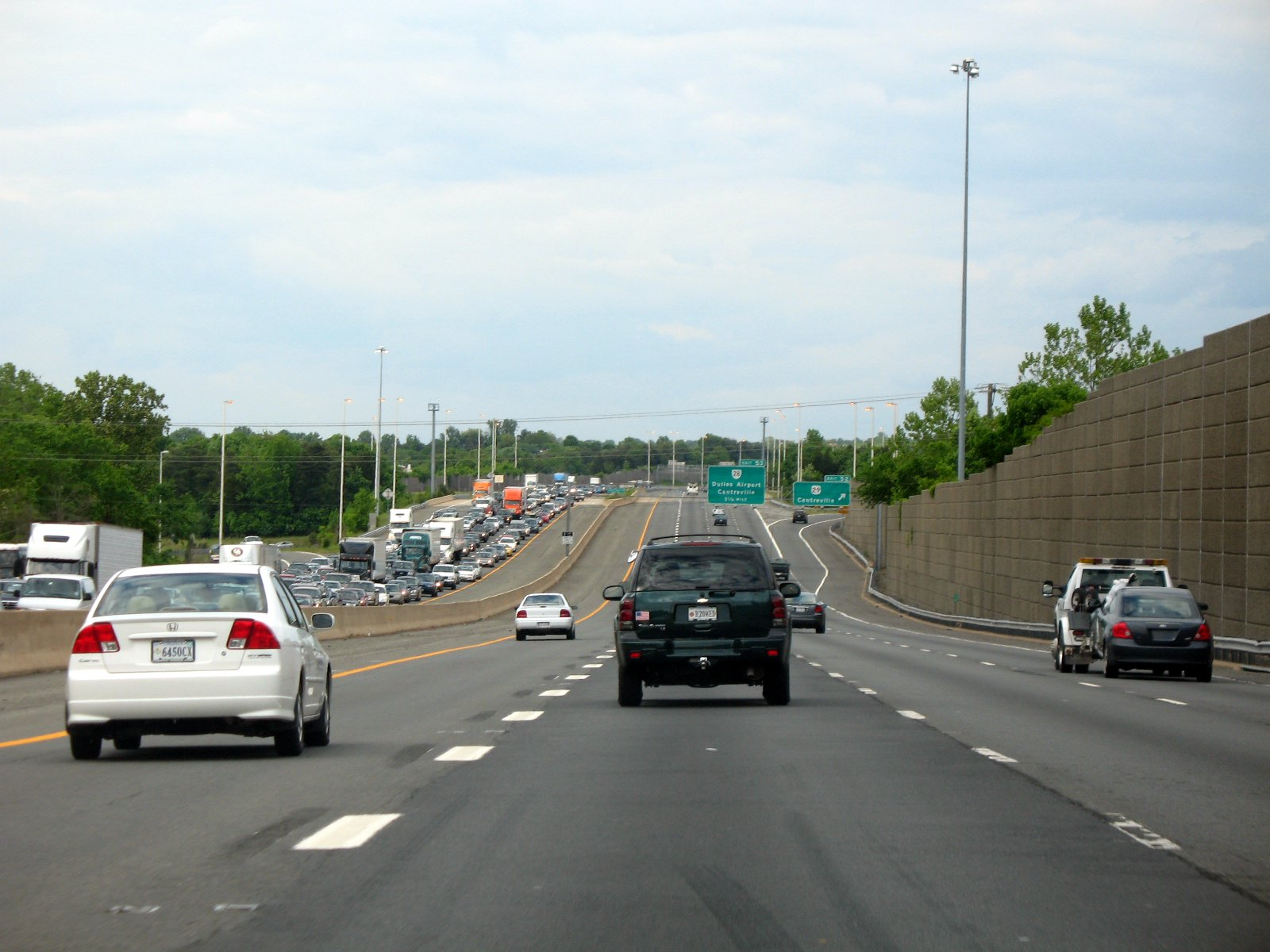
Lưu thông giờ cao điểm trên I-66 theo chiều hướng tây trong Quận Fairfax, Virginia (chiều đi hướng đông bị kẹt xe)

Vì I-66 là một xa lộ liên tiểu bang duy nhất chạy theo hướng tây từ thành phố Washington, D.C. vào trong miền bắc Virginia nên xe cộ trên con đường này thường cực kỳ đông. Trong nhiều thập niên, người ta thường nói đến việc mở rộng I-66 từ 2 lên 3 làn xe mỗi chiều trong Xa lộ vành đai Thủ đô (I-495) đi qua Quận Arlington, Virginia dù nhiều cư dân của Arlington phản đối kế hoạch này.
Năm 2005, Bộ Giao thông Virginia (VDOT) nghiên cứu dự án triển khai mở rộng một-làn xe-cộng thêm-lề đường trên chiều đi hướng tây của I-65 bên trong Xa lộ vành đai.
Mùa hè năm 2010, một làn xe thứ ba và lề xa lộ rộng 12 ft bắt đầu được xây dựng từ đường dẫn lối vào xa lộ gần Phố Fairfax theo chiều hướng tây của I-66 và đường dẫn vào Phố Sycamore. Tổng cộng đoạn này dài 1,9 dặm. Lề xa lộ rộng 12 ft có thể được dùng cho xe cứu thương, xe cảnh sát hay xe cứu hóa chạy khi có tình trạng khẩn cấp. Dự án này hoàn thành vào tháng 12 năm 2011."I-66 Spot Improvements-Spot 1". VDOT. ngày 25 tháng 8 năm 2011. Bản gốc lưu trữ ngày 8 tháng 8 năm 2011. Truy cập ngày 8 tháng 6 năm 2012.</ref>
Tuyến đường cam và tuyến đường bạc (đang được xây dựng) thuộc Hệ thống trung chuyển vùng đô thị Washington Metro hoạt động bên trong dải đất phân cách của xa lộ tại Quận Fairfax và Quận Arlington. Bốn trạm (Vienna, Dunn Loring, West Falls Church, và East Falls Church) nằm dọc theo đoạn này của I-66.
I-66 được đặt tên là "Xa lộ Công viên Tưởng niệm Custis" đoạn phía đông Xa lộ vành đai Thủ đô trong tiểu bang Virginia.  Tên này tưởng niệm gia đình họ Custis, một số người trong gia đình này (gồm có Martha Dandridge Custis Washington, George Washington Parke Custis, Eleanor (Nellie) Parke Custis Lewis và Mary Anna Randolph Custis Lee) đóng vai trò nổi bật trong lịch sử miền bắc Virginia.

#### Luật và biển dấu HOV (xe chở nhiều người)
Vì lưu lượng xe cá nhân đi về hàng ngày quá đông nên I-66 có đặt ra vô số hạn chế đặc biệt dành cho xe chở nhiều người (high-occupancy vehicle hay gọi tắt là HOV). Giữa Quốc lộ Hoa Kỳ 29 tại Gainesville, Virginia và Xa lộ vành đai Thủ đô, làn xe bên trái chiều đi hướng đông của I-66 được dành riêng cho xe chở từ hai người trở lên (biển dấu là HOV-2) từ 5:30 đến 9:30 sáng. Làn xe bên trái chiều đi hướng tây của I-66 được dành cho xe chở từ hai người trở lên (HOV-2) từ 3:00 đến 7:00 chiều và tối. Làn lề xa lộ đi hướng đông (làn xe xa bên phải) giữa Quốc lộ Hoa Kỳ 50 tại Fairfax, Virginia và Xa lộ vành đai mở cho tất cả xe cộ từ 5:30 đến 11:00 sáng. Làn lề xa lộ đi hướng tây (làn xe xa bên phải) cũng giữa Xa lộ vành đai và Quốc lộ Hoa Kỳ 50 mở cho tất cả xe cộ từ 2:00 đến 8:00 chiều.

### Đặc khu Columbia
Sau khi qua Sông Potomac bằng Cầu Theodore Roosevelt cùng với Quốc lộ Hoa Kỳ 50, xa lộ nhanh chóng quay hướng bắc, tách khỏi Quốc lộ Hoa Kỳ 50. Xa lộ có nút giao thông lập thể với Xa lộ cao tốc nhánh ngắn Phố E trước khi đi qua bên dưới Phố Virginia trong một đường hầm ngắn. Sau một nút giao thông lập thể gián tiếp với Xa lộ Công viên Rock Creek (qua ngã Phố 27), xa lộ kết thúc bằng một cặp đường dẫn đến Xa lộ cao tốc Whitehurst (Quốc lộ Hoa Kỳ 29) và Phố L.
Đây là xa lộ liên tiểu bang 2-chữ số duy nhất đi vào Đặc khu Columbia, hơn hẳn Xa lộ Liên tiểu bang 95 chỉ đi khoảng 100 thước Anh (91 m) ngang qua thành phố bằng Cầu Woodrow Wilson.
Điểm đầu phía đông của Xa lộ cao tốc Phố E nằm ở Phố số 20, khu định hướng Tây Bắc. Từ đây, xe cộ tiếp tục đi dọc theo Phố E đến Phố 17 (khu định hướng Tây Bắc) gần Tòa Bạch Ốc, Tòa Văn phòng Hành chính củ, và Phòng triển lãm Mỹ thuật Corcoran.

## Các xa lộ phụ
Xa lộ Liên tiểu bang 266 (I-266) từng là một xa lộ vòng được đề xuất làm xa lộ phụ cho I-66 giữa thành phố Washington, D.C. và Quận Arlington, Virginia.  Các giới chức Đặc khu Columbia đề xuất đặt cho xa lộ này tên là Xa lộ Liên tiểu bang 66N tuy nhiên đề xuất này bị AASHTO phản đối. Tại tiểu bang Virginia, theo đề xuất thì Xa lộ Liên tiểu bang 266 sẽ tách ra khỏi I-66 ngay phía đông lối ra của Xa lộ Công viên Spout Run.  Từ đây, nó sẽ theo Xa lộ Công viên Spout Run, vượt ngang Xa lộ Công viên Tưởng niệm George Washington và qua Sông Potomac.  Ngay khi vào Đặc khu Columbia, nó sẽ theo Lộ Canal và Xa lộ cao tốc Whitehurst để nhập lại vào I-66 tại Phố K.  Xa lộ Liên tiểu bang 266 bị hủy bỏ vào năm 1972 vì gặp sự chống đối của dân chúng".